# Team Wellington
Das Team Wellington ist ein neuseeländischer Fußballverein aus Wellington. Der 2004 gegründete Klub trägt seine Heimspiele im Stadion „Newton Park“ aus. Der Verein konnte bislang dreimal die neuseeländische Meisterschaft holen (2015/16, 2016/17, 2020/21).

## Erfolge
- New Zealand Football Championship: 3

2016, 2017, 2021
- OFC Champions League: 1

2018

## Ehemalige Spieler
- James Bannatyne (2006 bis 2009)
- Kosta Barbarouses (2004 bis 2007)
- Andy Barron (2006 bis 2009)
- Jeremy Brockie (2008 bis 2009)
- Raffaele De Gregorio (2006 bis 2008)
- Sean Douglas (2007 bis 2008)
- Daniel Ellensohn (2007 bis 2008)
- Chris Gores (2007 bis 2008)
- Sam Jenkins (2008 bis 2009)
- Sam Peters (2007 bis 2008)
- Rupert Ryan (2008)
- Tim Schaeffers (2008 bis 2009)
- Cole Tinkler (2007 bis 2008)
- Mike Wilson (2005, 2007 bis 2008)